# Мерзликин, Александр Николаевич
Алекса́ндр Никола́евич Мерзли́кин (род. 19 ноября 1972, Ленинград, СССР) — советский и российский танцор брейк-данса, рэп-исполнитель. Участник брейк-данс-команд «Стоп» (1988—1993), Jam Style Crew (1993—2002), Jam Style & Da Boogie Crew (1998—2002). Участник рэп-групп «Чёрное и Белое» (1989—1991), «Мальчишник» (1992—1993), «Дети болот» (1993). Один из основателей брейкинга в России. Бронзовый призёр международного чемпионата по брейк-дансу Battle of the Year (1996). Лауреат ежегодной национальной премии «Экзерсис» в номинации «Легенды спорта» (направление: брейкинг).

## Биография
Александр Мерзликин родился 19 ноября 1972 года в Ленинграде. Учился в школе № 247 с 1980 по 1988 год. В сентябре 1986 года увлёкся брейк-дансом после увиденного по телевизору документального фильма Генриха Боровика «Человек с Пятой авеню» (Первая программа ЦТ, 28 августа 1986 года). Его первым учителем по танцам стал одноклассник Сергей Насущенко («Сушёный»). В 1987 году Сергей Лазарев («Кефир») привёл Мерзликина, его старшего брата Алексея и Сергея Насущенко в студию пантомимы «Четыре ветра» во Дворце культуры «Красный выборжец», где они освоили «нижний» брейк (брейкинг).
Осенью 1988 года вместе со своим братом Алексеем создал в Ленинграде брейк-данс-коллектив «Стоп», в который помимо них вошли Сергей Насущенко («Сушёный») и Алексей Скалинов («Скаля»). В таком составе коллектив участвовал в брейк-фестивалях того времени: донецкий межгородской фестиваль Break Dance '88 (Донецк, Украина, 26 декабря), Всесоюзный брейк-данс-фестиваль Papuga '89 (Паланга, Литва, 14 августа), Всесоюзный фестиваль популярных танцев «Колобок '90» (Нижний Новгород, 5 ноября). В ноябре 1988 года команда «Стоп» выступила вместе с театром-студией «Терра Мобиле» с рэп-композицией «Улицы-дома» в фойе ЛДМ для передачи «Открытая дверь» Ленинградского телевидения.
Летом 1989 года Мерзликин в составе команды «Стоп» присоединился к рэп-группе «Чёрное и Белое» продюсерского центра Владимира Киселёва. Свою программу юные брейкеры позаимствовали у популярной на тот момент американской поп-группы New Kids on the Block. В 1990 году группа «Чёрное и Белое» гастролировала по странам Африки, а в 1991 году выступала с танцорами во Франции под именем Noir & Blanc с программой «Русские атакуют!», наряду с такими французскими рэперами как IAM и MC Solaar.
В феврале 1992 года брейкеры команды «Стоп» перешли из группы «Чёрное и Белое» в скандальную рэп-группу «Мальчишник». Благодаря новому танцевальному шоу «Мальчишник» обрёл успех, выступив в программе «МузОбоз». Через некоторое время двое танцоров, Сушёный и Хром, покинули группу по личным причинам. В последнем турне по Дальнему Востоку братья Мерзликины получили не весь свой гонорар, в результате чего покинули группу. Без поддержки танцевального шоу группа «Мальчишник» в итоге распалась.
Осенью 1993 года братья Мерзликины организовали свой музыкальный проект «Дети болот», где попробовали себя в качестве рэп-исполнителей. В состав группы вошло семь человек: четыре вокалиста — Алексей и Александр Мерзликины, Сергей Насущенко («Сушеный») и Константин Королёв («Хром»), один диджей — Владислав Вайтехович («Вольф» из рэп-группы «Имя защищено») и два танцора — Константин Бредис («Masta B.K.») и Валентин Вэлыч («Вэл»). Группа была создана в сентябре 1993 года в городе Ставрополь, куда её участники приехали по приглашению продюсера Андрея Разина. Коллектив записал два трека «Мы идём» и «Душа» в студии дворца культуры в селе Привольном Ставропольского края, где записывался «Ласковый май». Группа распалась через три месяца после того, как её продюсер, Андрей Разин, подвергся вооружённому нападению из-за своего скандального интервью на местном телевидении, в результате чего покинул Ставропольский край и уехал в Москву. На оставшиеся деньги трое участников группы — «Сушеный», «Хром» и диджей «Вольф» — уехали на поезде обратно в Санкт-Петербург, а четверо других с помощью брейк-данса заработали денег в двух местных барах и также вернулись в Северную столицу в середине ноября. Вернувшись в родной город, «Вэл» покинул коллектив и позже стал участником рэп-квартета «С.Т.Д.К.», а «Хром» — участником квартета «Дэцо».
В декабре 1993 года братья Мерзликины создали вместе с Константином Бредисом («Masta B.K.») брейк-данс-коллектив Jam Style Crew («Джем Стайл Крю»), название которого придумал Бредис. В июле 1994 года участники Jam Style Crew уехали жить в Берлин на три месяца, где зарабатывали танцами на улице и мытьём стёкол машин на перекрёстке. Всё это время танцоры жили в трёхкомнатной квартире в одном из заброшенных домов (в так называемом «сквоте»), который заселяют разные артисты и художники. В Берлине они познакомились с такими брейк-данс-группами, как Flying Steps, Wedding B-boys, Addicted-to-Battle и танцором B-Boy Storm. В ноябре 1995 года Мерзликины вместе с новым участником команды, Владимиром Бакатовым, уехали в Берлин, где зарабатывали работой на стройке. В 1996 году Бакатова забрали в полицию и вернули в Россию. А братья Мерзликины в составе немецкой команды Flying Steps приняли участие в международном чемпионате по брейк-дансу Battle of the Year (BOTY) в городе Целле в Германии 7 сентября 1996 года, где в итоге заняли третье место.
В январе 1997 года команда Jam Style Crew вернулась в Санкт-Петербург, где сразу же на тренировке познакомилась с танцорами из групп «Клинч Мастер» (Алексей Андропов, Павел «Бешеный» Пирогов и Станислав «Вольт» Вайтехович) и «Спецэффект» (Изот Кузьмин и Андрей), которые станут их учениками. С 1997 по 1998 год группа участвовала во всех акциях Москвы и Санкт-Петербурга, выступала в телепередачах, а также с группами «С.Т.Д.К.», Bad Balance, Мистером Малым. Также группа участвовала в показах мод «Адмиралтейская игла» и «Звёздный подиум», где получила гран-при за «лучшее подиумное шоу».
Летом 1998 года Jam Style Crew объединился с Da Boogie Crew в команду Jam Style & Da Boogie Crew, ставшую известной после видеоклипа на песню «Вы хотели party?», который продержался пять месяцев в чартах телеканала «MTV Россия» и дал отсчёт новой волне увлечения хип-хопом и брейк-дансом в России. 7 ноября 1998 года команды выступили на международном чемпионате по брейк-дансу Battle of the Year (BOTY) в городе Оффенбах-ам-Майн в Германии, где по итогу вошли в первую десятку. В 1999 году на отборочном туре Battle of the Year в Праге они проиграли команде Suicidal Lifestyle из Венгрии, которая в итоге заняла на чемпионате первое место. Проект просуществовал четыре года и выпустил два студийных альбома в жанрах электро, хип-хоп и брейкбит: «Вы хотели party» (2000) и «Все на party» (2002).
С 1999 по 2002 год Александр Мерзликин в качестве рэп-исполнителя поучаствовал в записи треков для второго альбома от проекта «Джем Стайл & Да Буги» — «Все на party» (2002): «Все на party», «Армия — твой дом», «Его очень любят девки», «Зубной амулет», «Не употребляй».
Весной 2009 года Мерзликин вместе с другими советскими брейкерами снялся в видеоклипе на песню «Бит стучит» рэп-группы Bad Balance.
В 2017 году вышел документальный фильм «История брейк-данса на Арбате», в который вошло интервью с Мерзликиным.
В 2019 году Мерзликин дал интервью для документального сериала «Хип-хоп в России: от 1-го лица».
С 2018 года является судьёй и наставником различных фестивалей уличных танцев.

## Критика
По мнению журнала «ОМ», после выхода видеоклипа Jam Style & Da Boogie Crew на песню «Вы хотели party?», пять месяцев продержавшегося в чартах телеканала «MTV Россия», в России «начался заметный подъём хип-хоп-движения». Главный редактор портала Rap.ru, Андрей Никитин, также подтвердил, что видео «ожесточённо крутили по всем телеканалам, приобщив немалое количество зрителей к хип-хоп-культуре», а позже назвал этот трек «большим хитом, давшим отсчёт новой волне увлечения хип-хопом и би-боингом в России». По мнению Павла Тюрина из сетевого издания «Янгспейс», благодаря «ошеломительному успеху» этого видео «к процессу заражения хип-хоп-культурой присоединились маленькие провинциальные города».

### Наследие и влияние
В октябре 1998 года в статье журнала «Птюч» «Хип-хоп в России» сооснователь рэп-группы Bad Balance, Влад Валов (Шеff), назвал команду Jam Style Crew профессионалами номер один среди би-боев, участник которой Александр Мерзликин, по словам Валова, чуть не попал в книгу рекордов Гиннесса за сто оборотов на голове без рук. В той же статье московская брейк-данс-команда B.People (Колючий, Кирилл, Майк, Мотя, Илья Краб) также назвала братьев Мерзликиных из команды Jam Style Crew профессионалами среди би-боев за занятое ими третье место в составе Flying Steps на чемпионате Battle of the Year в Германии.
В 2012 году кандидат культурологии Сергей Иванов в своей диссертации на соискание учёной степени «Феномен российского хип хопа: смыслообразование в контексте культурного взаимодействия», упомянул, что в Санкт-Петербурге одними из первопроходцев в брейк-дансе являются братья Мерзликины, которые были участниками групп «Чёрное и Белое» и «Мальчишник» и в дальнейшем стали известны как Jam Style Crew.
В 2017 году редактор английского интернет-издания The Calvert Journal, Михаэль Агафонов, упомянул в статье о советских би-боях о команде Jam Style & Da Boogie Crew, появление которой вывело культуру брейк-данса в мейнстрим и положило начало второй волне шумихи вокруг брейк-данса.
В 2017 году братья Мерзликины были упомянуты в документальном фильме «История брейк-данса на Арбате» как танцоры, которые «привнесли на Арбат европейский опыт уличных танцев» и «первые русские, участвовавшие в чемпионате Battle of the Year».
В 2019 году на сайте хип-хоп-фестиваля V1 Battle Мерзликин был упомянут как «один из немногих брейкеров той поры, продолжающих активно распространять би-боинг-культуру».
В 2019 году в ходе опроса 74-х танцоров уличных стилей, проведённого Еленой Матьяновой (Мотя из B.People), Александр Мерзликин получил 9 голосов и занял десятое место в «Народном рейтинге брейкеров СССР 80х. Топ 56 советских низовиков (BREAKING)».
В 2020 году в ходе опроса 428 танцоров уличных стилей, проведённого Еленой Матьяновой (Мотя из B.People), Александр Мерзликин получил 8 голосов в «Народном рейтинге танцоров уличный стилей. Топ 159 русскоязычных BBOYS».

## Дискография
Синглы «Дети болот»
- 1993 — Мы идём
- 1993 — Душа

Джем Стайл & Да Буги
- 2000 — Вы хотели party

Da Boogie Crew
- 2002 — Все на party (Да Буги Крю)

## Фильмография
- 2017 — «История брейк-данса на Арбате» (док. фильм)
- 2019 — «Хип-хоп в России: от 1-го лица» (док. сериал)

## Награды
- В 1996 году Александр Мерзликин в составе немецкой команды Flying Steps занял третье место на международном чемпионате по брейк-дансу Battle of the Year (BOTY) в Германии[5][6][7][8].
- 15 декабря 2019 года Александр Мерзликин стал лауреатом ежегодной национальной премии за достижения в танцевальном спорте и акробатическом рок-н-ролле «Экзерсис» в номинации «Легенды спорта» (направление: брейкинг)[1].